# Полігімнія
Полігі́мнія (грец. Polyhymnia, «багата на гімни»), або Полі́мнія (грец. Polymnia) — одна з дев'яти муз, винахідниця ліри, пізніше — покровителька ліричної поезії та красномовства. За однією з версій, Полігімнія — мати Орфея. В античному мистецтві зображувалася жінкою в задумі, що тримає на вустах вказівний палець правої руки.

## Міфологія

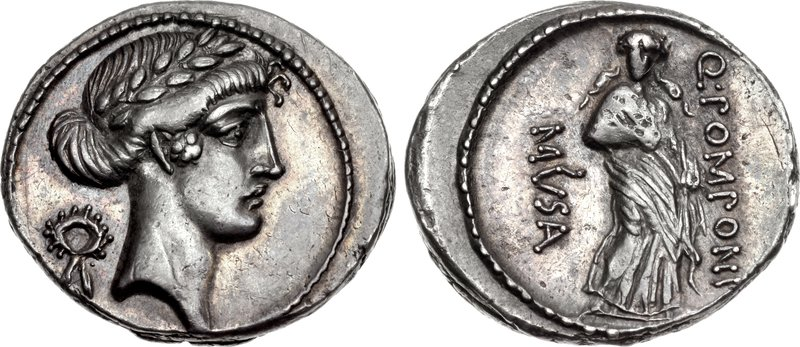
Полігімнія на монеті Квінта Помпонія Музи, 66 рік до н.е.

Вважається, що вона зберігає в пам'яті всі гімни, пісні і ритуальні танці, які славлять олімпійських богів, також вважається, що вона винайшла ліру.
Полігімнія часто зображується із сувоєм у руках, в задумливій позі.
Полігімнія протегує у вивченні людьми риторики і ораторського мистецтва.
На честь божества названо астероїд 33 Полігімнія.